# Alexei Igorewitsch Bardukow

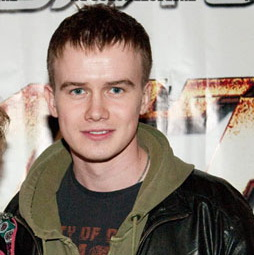
Alexei Igorewitsch Bardukow (2010)

Alexei Igorewitsch Bardukow (russisch Алексей Игоревич Бардуков, wiss. Transliteration Aleksej Igorevič Bardukov; * 18. November 1984 in Moskau, RSFSR, Sowjetunion) ist ein russischer Schauspieler.

## Leben
Bardukow wurde am 18. November 1984 in Moskau als Sohn einer Arbeiterfamilie geboren. Seine Mutter arbeitete in einer Fabrik, sein Vater als Schlosser. 2001 bestand er die Prüfungen an der Russischen Akademie für Theaterkunst, der Schtschukin-Theaterhochschule und der Moscow Art Theatre School und entschied sich für ein Schauspielstudium an Letzterer.
2004 begann er seine Schauspiellaufbahn in vier Episoden der Mini-Serie The Saboteur. Drei Jahre später gehörte er zur Besetzung der Nachfolge-Mini-Serie The Saboteur 2 und war wieder in der Rolle des Captain Leonid Filatov zu sehen. Von 2010 bis 2012 wirkte er in der Rolle des Pasha Zykov in der Foundling-Trilogie mit. 2013 folgte eine Rolle in Metro – Im Netz des Todes.

## Filmografie (Auswahl)
- 2004: The Saboteur (Diversant/Диверсант) (Mini-Serie, 4 Episoden)
- 2006: Myortvoye pole (Мертвое поле)
- 2007: The Saboteur 2: The End of the War (Diversant 2: Konets voyny/Диверсант 2: Конец войны) (Mini-Serie, 10 Episoden)
- 2008: Mirage (Mirazh/Мираж)
- 2008: English Strawberries (Anglické jahody/Английская клубника)
- 2009: Gamers. In Search of the Target (Na igre/На игре)
- 2010: Foundling (Naydyonysh/Найденыш) (Fernsehfilm)
- 2010: Hooked on the Game 2. The Next Level (Na igre 2. Novyy uroven/На игре 2. Новый уровень)
- 2010: Klub schastya (Клуб счастья)
- 2010: Foundling 2 (Naydyonysh 2/Найдёныш 2) (Fernsehfilm)
- 2011: Unloved (Nelyubimyy/Нелюбимый) (Fernsehfilm)
- 2012: Leto volkov (Лето волков) (Mini-Serie, 12 Episoden)
- 2012: Once Upon a Time in Rostov (Odnazhdy v Rostove/Однажды в Ростове)
- 2012: Foundling 3 (Naydyonish 3)
- 2012: MosGaz (МосГаз) (Fernsehserie, 8 Episoden)
- 2013: Metro – Im Netz des Todes (Metro/Метро)
- 2013: Krasnye gory (Красные горы) (Fernsehserie)
- 2013: The Bomb (Bomba/Бомба) (Fernsehserie)
- 2015: Palach (Палач) (Mini-Serie, 10 Episoden)
- 2015: Pauk (Goznak/Гознак) (Fernsehserie)
- 2015: Everything Will Come True! (SOS, Ded Moroz, ili Vsyo sbudetsya!/SOS, Дед Мороз, или Всё сбудется!)
- 2015: Krysha mira (Крыша мира) (Fernsehserie)
- 2016: Shakal (Шакал) (Fernsehserie)
- 2017: Murka (Мурка) (Fernsehserie)
- 2017: The Bait for the Angel (Nazhivka dlya angela/Наживка для ангела) (Fernsehserie)
- 2018: Operatsiya «Satana» (Операция «Сатана») (Mini-Serie, 2 Episoden)
- 2018: The Mutiny (Myatezh/Мятеж) (Mini-Serie)
- 2019: Mosgaz: Formula mesti (Мосгаз. Формула мести) (Mini-Serie, 7 Episoden)
- 2019: Selfi#Selfie (Selfie#Selfie/Селфи#Selfie)
- 2020: Diversant 3: Krym (Диверсант 3: Крым) (Mini-Serie)
- 2020: Katran (Mini-Serie, 8 Episoden)
- 2020: The Last Frontier (Podolskiye kursanty/Подольские курсанты)
- 2020: Djatlow-Pass – Tod im Schnee (Pereval Dyatlova/Перевал Дятлова) (Fernsehserie, 4 Episoden)
- 2020: Zhurnalyugi (Журналюги) (Fernsehserie)
- 2020: The Cathedral (Sobor/Собор)